# Die Jakobsleiter
Die Jakobsleiter (L'escala de Jacob) és un oratori d'⁣Arnold Schönberg que marca la seva transició d'una atonalitat contextual o lliure a la tècnica de dotze tons anticipada en l'ús d'⁣hexacords per part de l'oratori. Encara que finalment Schönberg no la va acabar, la peça va ser completada i preparada per a la interpretació per l'estudiant de Schönberg Winfried Zillig a petició de Gertrude Schönberg.
Schoenberg va començar el llibret el 1914-15, que va publicar com a text autònom el 1917. Va començar la música el 1915, acabant la major part del seu treball el 1926, i va acabar una petita quantitat d'orquestració el 1944, deixant 700 compassos a la seva mort.
La peça també destaca pel seu ús de la variació en desenvolupament.
El fragment va rebre una estrena parcial -160 compassos- l'any 1958, i va ser estrenat en la mesura del possible a Viena el 16 de juny de 1961, dirigit per Rafael Kubelik. Totes les actuacions abans de 1968 van ser concerts; l'estrena americana va tenir lloc l'any 1968 a l'⁣Òpera de Santa Fe amb una posada en escena del director Bodo Igesz. Es va repetir l'any 1980. El 1968 es va fer una "actuació escènica". La partitura es va publicar per primera vegada l'any 1974 per l'editorial del compositor Belmont.
Entre els enregistraments notables hi ha un per a Columbia Records amb la direcció de Robert Craft, i un per a CBS dirigit per Pierre Boulez, amb Siegmund Nimsgern com a Gabriel, i amb Ian Partridge, Anthony Rolfe Johnson i Mady Mesplé en altres cantants, publicat el 1982.